# Desa Palasah (administrativ by i Indonesien, lat -6,69, long 108,13)
Desa Palasah är en administrativ by i Indonesien.   Den ligger i provinsen Jawa Barat, i den västra delen av landet, 150 km öster om huvudstaden Jakarta.